# Ocypode
Ocypode is een geslacht van spookkrabben (Ocypodinae). Soorten uit dit geslacht komen algemeen voor langs kusten over de hele wereld, met name in de subtropen en tropen.

## Kenmerken
Deze spookkrabben hebben over het algemeen een bleke, vale kleur. Een uitzondering is Ocypode gaudichaudii, die feloranje is.
Opvallend is dat de ene schaar groter is dan de andere, maar het verschil is niet zo groot als bij wenkkrabben (Uca).

## Ecologie
Ocypodes domineren zandige kusten (stranden) in subtropische en tropische klimaten. Ze nemen daar de niche in die in koudere klimaten door strandvlooien (Talitridae) wordt ingenomen. Ze ademen door kieuwen, die ze nat houden door ze af en toe in zeewater onder te dompelen. Ocypodes leggen hun eieren in de zee. De larven leven in het water.
Volwassen krabben graven diepe gangen in het zand, met aan het uiteinde een kamer. Soms is er een tweede schacht naar de kamer. Tijdens de warmste delen van de dag en de koudste delen van de winter blijven de dieren in hun ondergrondse verblijfplaats. Ze zijn 's nachts actief en jagen dan op kleinere kreeftachtigen en schelpdieren, zoals molkrabben (Hippoidea) of zaagjes (Donacidae). De dieren zijn niet kieskeurig en het dieet bestaat uit uiteenlopende zaken, van aas en strandafval tot de net uit het ei gekomen jongen van zeeschildpadden.

## Taxonomie

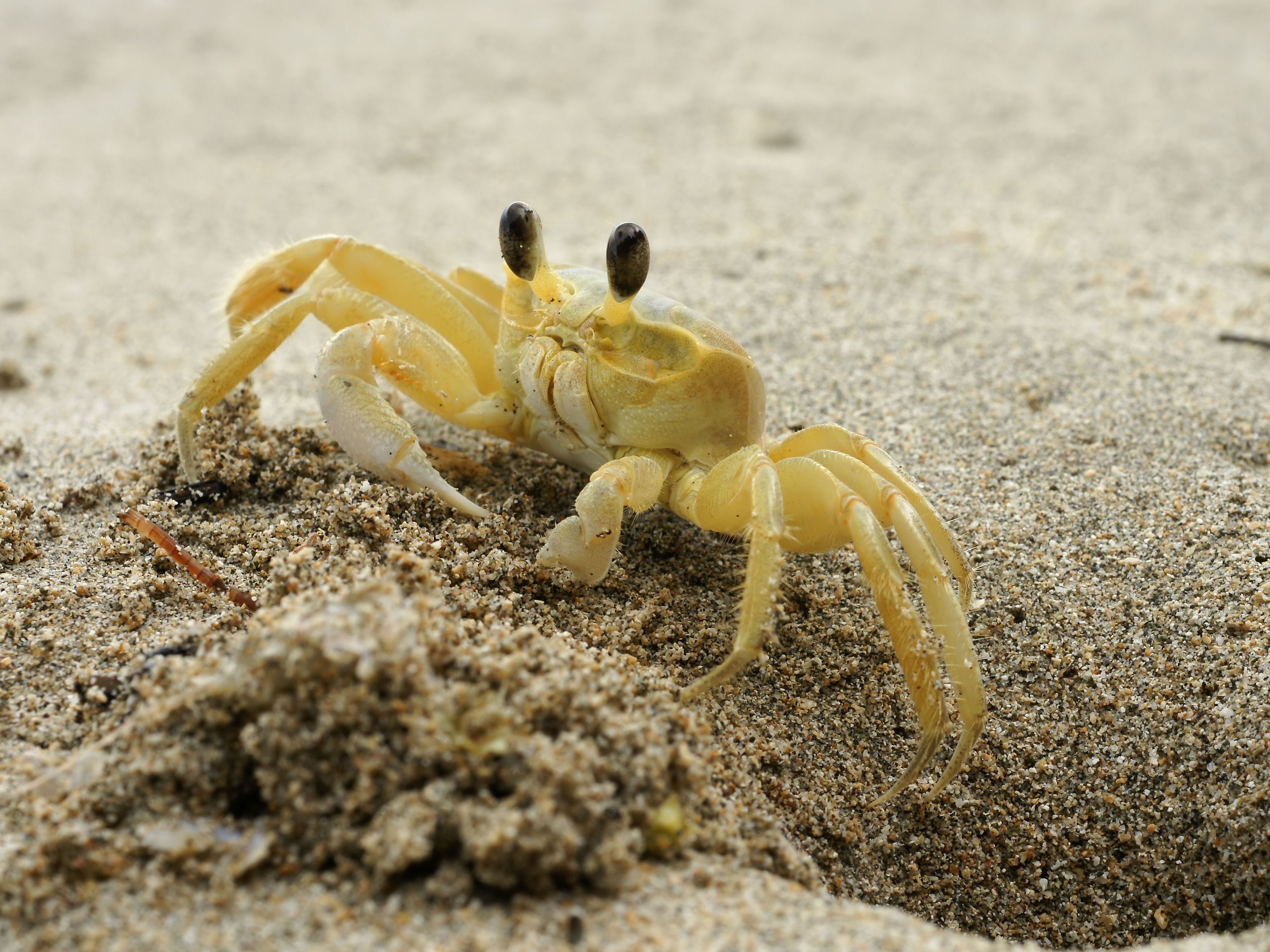
Ocypode quadrata, Costa Rica

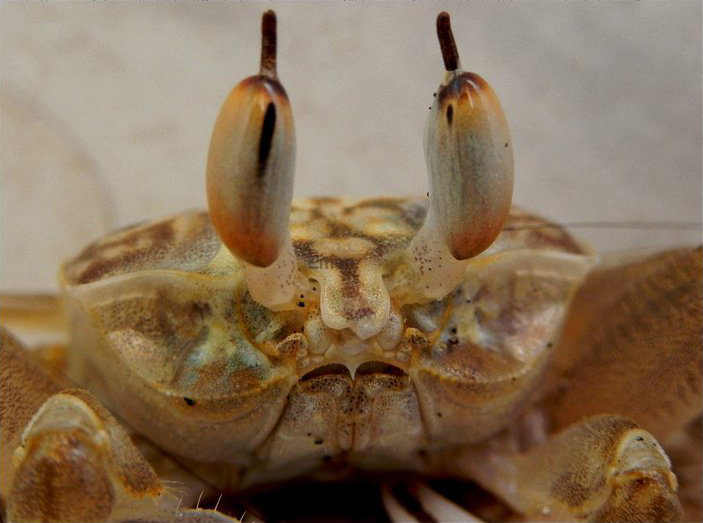
Ocypode pallidula, close-up, strand bij Chennai, India

In het geslacht Ocypode worden 28 soorten geplaatst:
- Ocypode africana De Man, 1881
- Ocypode brevicornis H. Milne-Edwards, 1837
- Ocypode ceratophthalmus (Pallas, 1772)
- Ocypode convexa Quoy & Gaimard, 1824
- Ocypode cordimana Latreille, 1818
- Ocypode cursor (Linnaeus, 1758)
- Ocypode fabricii H. Milne-Edwards, 1837
- Ocypode gaudichaudii H. Mile-Edwards & Lucas, 1843
- Ocypode jousseaumei (Nobili, 1905)
- Ocypode kuhlii De Haan, 1835
- Ocypode laevis Fabricius, 1798
- Ocypode macrocera H. Milne-Edwards, 1852
- Ocypode madagascariensis Crosnier, 1965
- Ocypode minuta Fabricius, 1798
- Ocypode mortoni George, 1982
- Ocypode nobili De Man, 1902
- Ocypode occidentalis Stimpson, 1860
- Ocypode pallidula Jacquinot, 1846
- Ocypode pauliani Crosnier, 1965
- Ocypode platytarsis H. Milne-Edwards, 1852
- Ocypode pygoides Ortmann, 1894
- Ocypode quadrata (Fabricius, 1787)
- Ocypode rotundata Miers, 1882
- Ocypode ryderi Kingsley, 1880
- Ocypode saratan (Forskål, 1775)
- Ocypode sinensis Dai, Song & Yang, 1985
- Ocypode stimpsoni Ortmann, 1897